# Levan Zjordania
Levan Zjordania (Tbilisi, 1 januari 1997) is een Georgisch voetballer die als doorgaans als middenvelder voor speelt. Hij is de zoon van Merab Zjordania.

## Carrière
Levan Zjordania speelde tot 2011 in de jeugd van FC Olimpiki Tbilisi, waarna hij naar de jeugdopleiding SBV Vitesse vertrok, de club waar zijn vader eigenaar van was. In 2014 vertrok hij naar Achilles '29, waar hij in het seizoen 2016/17 met Jong Achilles'29 in de Derde divisie zondag speelde. Ook zat hij één wedstrijd op de bank bij het eerste elftal van Achilles, de met 0-1 verloren thuiswedstrijd tegen Fortuna Sittard op 13 januari 2017. In de zomer van 2017 vertrok hij bij het naar de Tweede divisie gedegradeerde Achilles '29. Vanaf januari 2018 trainde hij mee met FC Eindhoven, waar hij in de zomer van 2018 een contract kreeg aangeboden. Hij debuteerde voor FC Eindhoven op 7 september 2018, in de met 2-0 verloren uitwedstrijd tegen Sparta Rotterdam. Jordania kwam in de 90+2e minuut in het veld voor Samy Bourard. In de winterstop van 2018/19 vertrok hij naar FC Den Bosch, waar zijn broer Kakhi clubeigenaar was. Hij zat nooit bij de selectie, en kwam dus nooit aan spelen toe. Sinds zijn contract in de zomer van 2019 afliep, was hij clubloos. In 2020 stond hij onder contract bij Lokomotivi Tbilisi waarvoor hij echter niet in actie kwam. Sinds 2021 speelt hij voor Young Violets, het tweede elftal van FK Austria Wien, in de 2. Liga. In 2022 keerde hij terug naar Georgië.

### Statistieken
| Seizoen                       | Club               | Land           | Competitie         | Competitie | Competitie | Beker | Beker | Totaal | Totaal |
| Seizoen                       | Club               | Land           | Competitie         | Wed.       | Dlp.       | Wed.  | Dlp.  | Wed.   | Dlp.   |
| ----------------------------- | ------------------ | -------------- | ------------------ | ---------- | ---------- | ----- | ----- | ------ | ------ |
| 2016/17                       | Jong Achilles '29  | Nederland      | Derde divisie Zon. | 19         | 0          | –     | –     | 19     | 0      |
| 2016/17                       | Achilles '29       | Nederland      | Eerste divisie     | 0          | 0          | 0     | 0     | 0      | 0      |
| 2018/19                       | FC Eindhoven       | Nederland      | Eerste divisie     | 2          | 0          | 0     | 0     | 2      | 0      |
| 2018/19                       | FC Den Bosch       | Nederland      | Eerste divisie     | 0          | 0          | 0     | 0     | 0      | 0      |
| 2019/20                       | Lokomotivi Tbilisi | Georgië        | Erovnuli Liga      | 0          | 0          | 0     | 0     | 0      | 0      |
| 2020/21                       | Young Violets      | Oostenrijk     | 2. Liga            | 3          | 0          | –     | –     | 3      | 0      |
| 2021/22                       | Young Violets      | Oostenrijk     | 2. Liga            | 7          | 0          | –     | –     | 7      | 0      |
| Carrièretotaal                | Carrièretotaal     | Carrièretotaal | Carrièretotaal     | 31         | 0          | 0     | 0     | 31     | 0      |
| Bijgewerkt op 9 december 2021 |                    |                |                    |            |            |       |       |        |        |